# فرودگاه تیگائون
فرودگاه تیگائون (به انگلیسی: Tejgaon Airport) یک فرودگاه همگانی و نظامی است که یک باند فرود آسفالت دارد و طول باند آن ۲۸۳۹ متر است. این فرودگاه در شهر داکا کشور بنگلادش قرار دارد و در ارتفاع ۷ متری از سطح دریا واقع شده است.